# アメリカ海軍の民間漁船改造掃海艇の一覧
このリストは、アメリカ海軍の掃海艇のうち、第二次世界大戦に備えて民間水産会社から徴用したトロール船を武装して海軍籍に編入した掃海艇の一覧である。

## 概要
アメリカ海軍は第一次世界大戦末期に最初の航洋型掃海艇となるラップウィング級掃海艇を51隻建造した。以後、掃海艇の新規追加がないまま経過していた。この間、1935年にドイツはヴェルサイユ条約の破棄を表明したドイツ再軍備宣言を発し、海軍の再建に着手した。また1936年にロンドン海軍軍縮条約が失効し、日本海軍との建艦競争が再開した。ヨーロッパにおける大陸上陸戦、太平洋における島嶼争奪戦において、敵機雷堰を啓開して上陸部隊を送る掃海作業の必要性が増してきた。一方で、ラップウィング級掃海艇は20年の空白期間に4隻を事故で喪失しただけではなく、アメリカ沿岸警備隊に譲渡されたり、海軍籍に留まっても小型水上機母艦 (AVP) や潜水艦救難艦 (ASR) に改造されたりする艇が続出し、現役掃海艇は31隻に縮小していた。
アメリカ海軍はレイブン級掃海艇2隻およびオーク級掃海艇9隻の新造と同時に、民間水産企業が保有するトロール船16隻を武装した特設掃海艇の改造に着手した。さらに1942年には4隻を追加した。ただし、クルーズ用ヨットを編入したゴールドクレスト (USS Goldcrest, AM-78) は小型で低出力のため、掃海艇として不適格と見なされ、武装工事中に哨戒艇へ変更されて就役した。また、イーグル (USS Eagle, AM-132) は武装工事中に潜水艦の積極掃討を目的としてQシップに改められて就役した。このため、掃海艇目的で購入した民間船20隻のうち18隻が予定通り掃海艇として就役した。前線での活動はなく、アメリカ東海岸沖の哨戒や正規掃海艇要員の掃海訓練に用いられた。衝突事故で大破着底後浮揚修理したチャフフィンチ (USS Chaffinch, AM-81) を含め20隻全艇が喪失を免れ、オーク級やアドミラブル級の量産が軌道に乗った1944年より順次退役した。

## ブルフィンチ級 (Bullfinch-class)
1937年にボストンの水産会社フランシス・J・オハラ社がバス鉄工所に発注したトロール船2隻を1940年夏に相次いで購入した。1944年9月に退役するまで2隻とも健在であった。いずれもオハラ社に返還後、それぞれ他社に転籍しつつ1980年代まで使用されていた。
- ブルフィンチ (USS Bullfinch, AM-66)
由来の鳥はアトリ科ウソ属。1937年11月1日トロール船ヴィラノーヴァ (M/V Villanova) としてオハラ社に納入、1940年8月6日海軍に編入、ノーフォーク海軍造船所にて武装し同年10月22日就役。1944年9月15日退役、23日解傭しオハラ社に返還。
- カーディナル (II) (USS Cardinal, AM-67)
由来の鳥はショウジョウコウカンチョウ科。1937年10月23日トロール船ジャンヌ・ダルク (M/V Jeanne D'Arc) としてオハラ社に納入、1940年8月19日海軍に編入、ノーフォーク海軍造船所にて武装し1940年11月2日就役。1944年9月8日退役、23日解傭しオハラ社に返還。

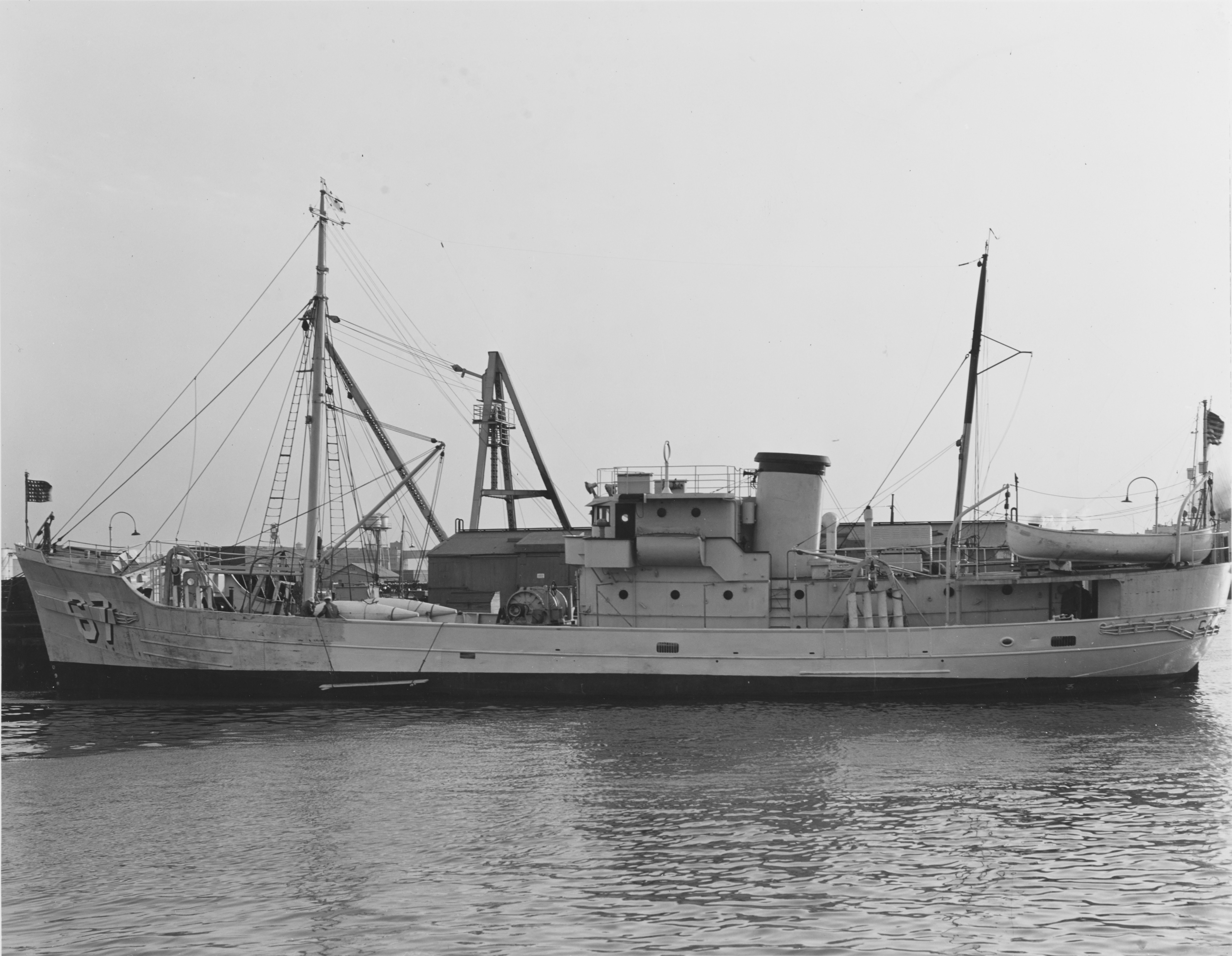
カーディナル (USS Cardinal, AM-67)

## キャットバード級 (Catbird-class)
1935年にチャールストンの水産会社アトランティック・フィッシャリーズがチャールストン造船所に発注したトロール船2隻を1940年夏に相次いで購入した。1944年春から相次いで雑役船に転換され、1945年冬に解傭されたが、その後の去就は不明である。
- キャットバード (USS Catbird, AM-68 → IX-183)
由来の鳥はマネシツグミ科ネコマネドリ亜科。漁船時代の船名はビターン (Bittern)。1940年8月6日海軍に編入、クインシー船渠会社にて武装し1940年11月27日就役。1944年8月15日雑役船 (IX-183) に転換しサルベージに従事、1945年11月7日退役、1947年1月24日海軍より除籍。
- カーリュー (II) (USS Curlew, AM-69 → IX-170)
由来の鳥はシギ科ダイシャクシギ属。漁船時代の船名はキティウェーク (Kittiwake)。1940年8月6日海軍に編入、クインシー船渠会社にて武装し1940年11月7日就役。1944年6月1日雑役船 (IX-170) に転換しサルベージに従事、1945年12月5日退役、1946年9月27日海軍より除籍。

## フリッカー (USS Flicker, AM-70)
1936年にボストンの水産会社ブース・フィッシャリーがバス鉄工所に発注したトロール船デラウェア (M/V Delaware) を編入したもの。由来の鳥はキツツキ科ハシボソキツツキ属の一部。1937年3月20日引き渡し、1940年8月9日海軍に編入、ベスレヘム鉄工所ボストン工場で武装し1940年10月26日就役。1944年4月11日雑役船 (IX-165) に転換、1945年1月3日退役、1949年1月1日海軍より除籍、以後の去就不明。

## アルバトロス級 (Albatross-class)
1930年にバス鉄工所が建造し、ボストンの水産会社2社に引き渡された2隻のトロール船を編入したもの。船体はブルーバードがやや大きく別個の設計だが、ジェネラル造船造機会社にて追加された武装が共通している。1944年に雑役船へ転籍したのち、アルバトロスはいち早く同年に解傭され、ブルーバードも翌年退役した。いずれも戦後ノルウェーに売却され、去就は不明である。
- アルバトロス (USS Albatross, AM-71)
由来の鳥はアホウドリ科。1931年3月30日ボストンの水産会社レッド・ダイヤモンド・トローリング社にイリノイ (Illinois) を引き渡し、1940年8月9日海軍に編入、ジェネラル造船造機会社にて武装後ボストン海軍工廠で11月8日就役。1944年7月1日雑役船 (IX-171) に転換、同年9月11日退役、11月15日解傭。1946年ノルウェーに売却。
- ブルーバード (USS Bluebird, AM-72)
由来の鳥はツグミ科ルリツグミ属。1931年4月18日ブース・フィッシャリー社にメイン (Maine) を引き渡し、1940年8月13日海軍に編入、ジェネラル造船造機会社にて武装し11月22日就役。1944年7月1日雑役船 (IX-172) に転換、1945年1月12日退役、11月15日解傭。のちノルウェーに売却。

## グラックル (USS Grackle, AM-73)
1929年にバス鉄工所がフランシス・J・オハラ社に引き渡したトロール船ノートルダム (Notre Dame) を編入したもの。由来の鳥はムクドリモドキ科オオクロムクドリモドキ属。1940年8月14日海軍に編入、ベスレヘム鉄工所ボストン工場で武装し1941年2月4日就役。1944年8月25日退役、1946年までに解傭。戦後の去就不明。

## ガル (USS Gull, AM-74)
1928年にバス鉄工所がフランシス・J・オハラ社に引き渡したトロール船ボストン・カレッジ (Boston College) を編入したもの。由来の鳥はカモメ科カモメ亜科。1940年8月30日海軍に編入、ベスレヘム鉄工所ボストン工場で武装し1940年12月3日就役。1944年7月25日退役、1946年5月15日除籍後ガドロン社 (Gudron Inc) に販売。1951年1月14日ニューファンドランド島沖にて遭難、消息不明。

## カイト級 (Kite-class)
1928年にバス鉄工所がフランシス・J・オハラ社に引き渡したトロール船2隻を編入したもの。アルバトロス級と同じく、船体は別個で武装が共通している。いずれも雑役船を経て終戦の直前に解傭された。ともにオハラ社に返還されず、商船として他社に払い下げられたが、去就は不明となっている。

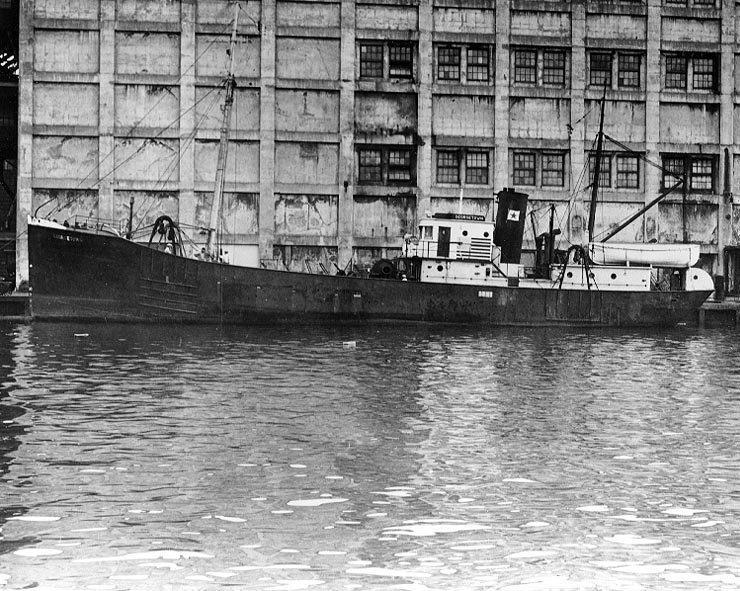
カイト (USS Kite, AM-75)
由来の鳥はタカ科トビ属。1928年11月27日トロール船ホリー・クロス (Holy Cross) として引き渡し。1940年9月11日海軍に編入、ベスレヘム鉄工所ボストン工場で武装し1941年3月3日就役。1944年8月14日退役、1945年3月2日解傭。
- リネット (USS Linnet, AM-76)
由来の鳥はアトリ科ヒワ属の一部。1928年6月18日トロール船ジョージタウン (Georgetown) として引き渡し。1940年9月4日海軍に編入、ベスレヘム鉄工所ボストン工場で武装し1941年3月3日就役。1944年4月20日雑役船 (IX-166) に変更、同年12月18日退役、1945年7月31日解傭。

- リネット (USS Linnet, AM-76)

## ゴールドフィンチ (USS Goldfinch, AM-77)
1930年1月14日にバス鉄工所がフランシス・J・オハラ社に引き渡したトロール船フォーダム (Fordham) を編入したもの。由来の鳥はゴシキヒワやオウゴンヒワなどアトリ科ヒワ亜科の一部。1940年9月18日海軍に編入、ベスレヘム鉄工所ボストン工場で武装し翌年1月30日就役。1944年8月18日退役、1946年1月9日解傭され、ノルウェーに売却された。

## ゴールドクレスト (USS Goldcrest, AM-78)
トロール漁船をベースとした他の艇と違い、この艇は1930年に建造されたクルーズ船アーミーナ (Armina) を編入したもの。由来の鳥はキクイタダキ。1940年10月27日編入時はステラ・ポラリス (Stella Polaris) に改名していた。ジョージ・ローリー造船所にて武装したが、1940年12月20日に沿岸哨戒艇アガット (USS Agate, PYc-4) へ艇種変更・改名され、1941年1月31日就役した。1944年9月29日退役後メキシコに売却、ディナー・クルーズ船として活用され、2010年時点で健在が確認されていた。

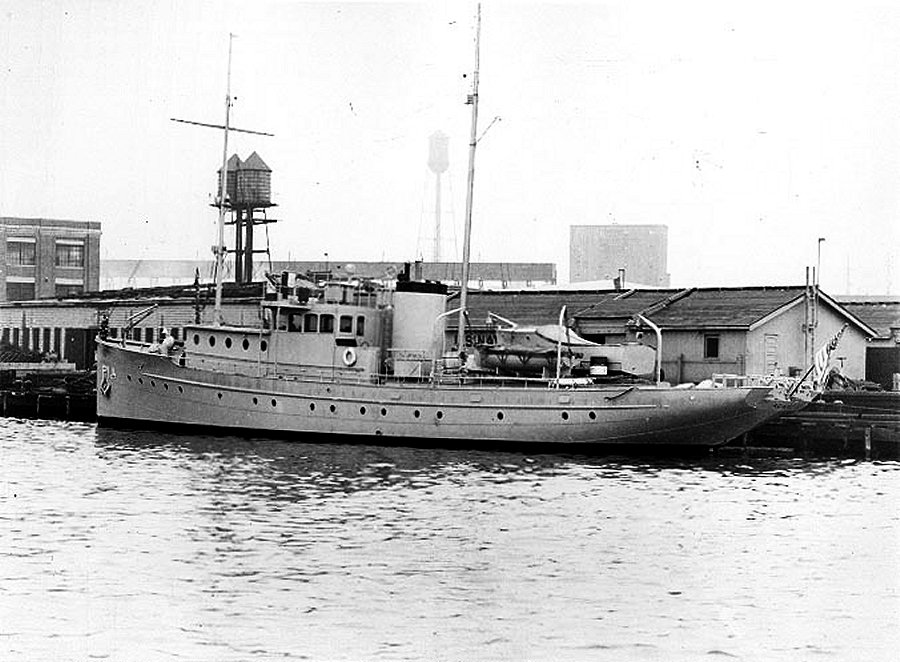
アガット (USS Agate, PYc-4)

## ゴスホーク (II) (USS Goshawk, AM-79)
1919年にフランス海軍向けに建造され、退役後にシアトルの個人が購入していたトロール船ペノブスコット (Penobscot) を編入したもの。由来の鳥はオオタカとその近縁種の総称。1940年9月3日海軍に編入、ウィンスロー・マリーン社で武装し1941年3月20日就役。1944年10月10日雑役船 (IX-195) に転換し、1945年7年8月1日退役。1946年にタコマの個人に売却された。

## ゴールドクレスト級 (Goldcrest-class)
1928年にベスレヘム鉄工所が建造し、ボストンのマサチューセッツ・トローリング社に引き渡された2隻のトロール船を編入したもの。上述のオハラ社トローラーと違い、2隻は同一設計の姉妹船である。チャフフィンチは英軍掃海艇と衝突沈没し、特設掃海艇唯一の沈没艇となったが、浮揚修理の結果、復帰を果たしている。
- ゴールドクレスト (II) (USS Goldcrest, AM-80)
由来の鳥はキクイタダキ。1928年トロール船ショーマット (Shawmut) として引き渡し。1940年11月29日海軍に編入、ベスレヘム鉄工所ボストン工場で武装し1941年5月15日就役。1945年12月12日退役、1946年1月3日解傭、マサチューセッツ・トローリングに返還。
- チャフフィンチ (USS Chaffinch, AM-81)
由来の鳥はアトリ科ズアオアトリ。1928年トロール船トリマウント (Trimount) として引き渡し。1940年11月27日海軍に編入、ベスレヘム鉄工所ボストン工場で武装し1941年7月16日就役。1942年9月19日ニュージャージー州沖にてイギリス掃海艇ペントランド・ファース (Pentland Firth 〈FY 108〉) と衝突し沈没、浮揚修理後、1945年12月12日退役、1947年オランダに売却され、のち（日時不明）ボストンのシルバー・シー社に転売、1969年まで船籍が確認されていた。

## イーグル (USS Eagle, AM-132)
1938年にボストンのジェネラル・シー・フーズ社がベスレヘム鉄工所にて建造したトロール船ハーバード→ウェーブ (Harvard/Wave) を編入したもの。由来の鳥はタカ目鷹類。1942年1月1日海軍に編入、ベスレヘム鉄工所ボストン工場で武装し、1942年4月18日にQシップへ用途変更、「キャプター (USS Captor, PYc-40)」に改名の上1942年5月5日就役。1944年10月4日退役・解傭後、複数の水産会社を渡り歩き、2009年まで船籍が確認されていた。

## ホーク級 (Hawk-class)
1937年にベスレヘム鉄工所が建造し、ジェネラル・シー・フーズ社に引き渡された3隻のトロール船を編入したもの。翌年に同社に納入されイーグルに転用されたハーバードより若干大型だが、速力が1ノットほど低い。ホークは退役直後に座礁事故で失われたが、アイビスとマーガンサーはともにジェネラル・シー・フーズに返還され、解体処分年まで去就の追跡が可能である。
- ホーク (USS Hawk, AM-133)
由来の鳥はタカ科鷲類。1937年トロール船ウェストポイント (West Point) として引き渡し、1939年ゲール (Gale) に改名。1942年1月1日海軍に編入、ベスレヘム鉄工所ボストン工場で武装し1942年5月23日就役。1944年5月1日退役、1945年12月11日セーブル島沖にて座礁喪失。
- アイビス (USS Ibis, AM-134)
由来の鳥はトキ科。1937年トロール船イェール (Yale) として引き渡し。1939年タイド (Tide) に改名。1942年1月1日海軍に編入、ベスレヘム鉄工所ボストン工場で武装し1942年5月23日就役。1944年5月1日退役、翌年ジェネラル・シー・フーズに返還、2002年解体。
- マーガンサー (USS Merganser, AM-135)
由来の鳥はカモ科アイサ族。1937年トロール船アナポリス (Annapolis) として引き渡し。1939年オーシャン (Ocean) に改名。1942年1月3日海軍に編入、ベスレヘム鉄工所ボストン工場で武装し1942年5月23日就役。1944年5月1日退役、翌年ジェネラル・シー・フーズに返還、1976年解体。

## 各級の諸元
| 艦級               | 数 | 排水量 | 全長                 | 全幅               | 喫水                | 速力       |
| ------------------ | -- | ------ | -------------------- | ------------------ | ------------------- | ---------- |
| ブルフィンチ級     | 2  | 516 t  | 41.5 m (136 ft)      | 8.7 m (24 ft)      | 3.4 m (11 ft 2 in)  | 10ノット   |
| キャットバード級   | 2  | 570 t  | 44.8 m (147 ft 1 in) | 7.3 m (28 ft 8 in) | 3.7 m (12 ft)       | 12ノット   |
| フリッカー         | 1  | 510 t  | 44.9 m (147 ft 5 in) | 7.6 m (25 ft)      | 3.7 m (12 ft)       | 13ノット   |
| アルバトロス級     | 2  | 510 t  | 44.9 m (147 ft 5 in) | 7.6 m (25 ft)      | 3.7 m (12 ft)       | 13ノット   |
| グラックル         | 1  | 525 t  | 40.3 m (132 ft 4 in) | 7.3 m (24 ft)      | 3.7 m (12 ft 1 in)  | 10ノット   |
| ガル               | 1  | 410 t  | 37.9 m (124 ft 3 in) | 7.0 m (23 ft)      | 3.3 m (10 ft 8 in)  | 9ノット    |
| カイト級           | 2  | 482 t  | 37.9 m (124 ft 3 in) | 7.0 m (23 ft)      | 3.2 m (10 ft 6 in)  | 9ノット    |
| ゴールドフィンチ   | 1  | 422 t  | 40.3 m (132 ft 4 in) | 8.7 m (24 ft)      | 2.9 m (9 ft 8 in)   | 10ノット   |
| ゴールドクレスト   | 0  | 185 t  | 33.6 m (110 ft 6 in) | 6.4 m (21 ft)      | 2.6 m (8 ft 6 in)   | 13ノット   |
| ゴスホーク         | 1  | 585 t  | 45.7 m (150 ft)      | 7.6 m (25 ft)      | 3.1 m (10 ft 3 in)  | 10ノット   |
| ゴールドクレスト級 | 2  | 400 t  | 37.3 m (122 ft 5 in) | 7.9 m (23 ft 1 in) | 3.3 m (10 ft 11 in) | 11ノット   |
| イーグル           | 0  | 520 t  | 40.7 m (133 ft 7 in) | 7.0 m (26 ft 1 in) | 3.9 m (12 ft 8 in)  | 12.5ノット |
| ホーク級           | 3  | 530 t  | 44.8 m (147 ft)      | 7.0 m (26 ft)      | 3.9 m (13 ft)       | 11.5ノット |